# Tren Chillán-Estación Central
Tren Chillán-Estación Central, anteriormente denominado EFE Chillán y «TerraSur», es un servicio de trenes de larga distancia que conecta Santiago con Chillán entre la Región Metropilitana de Santiago y la Región de Ñuble, respectivamente, y es operado por la Empresa de los Ferrocarriles del Estado. 
Desde 2024, este servicio cuenta con el tren más rápido de Sudamérica, superando los 160 km/hr.

## Historia

### «TerraSur» Chillán (2001-2008)

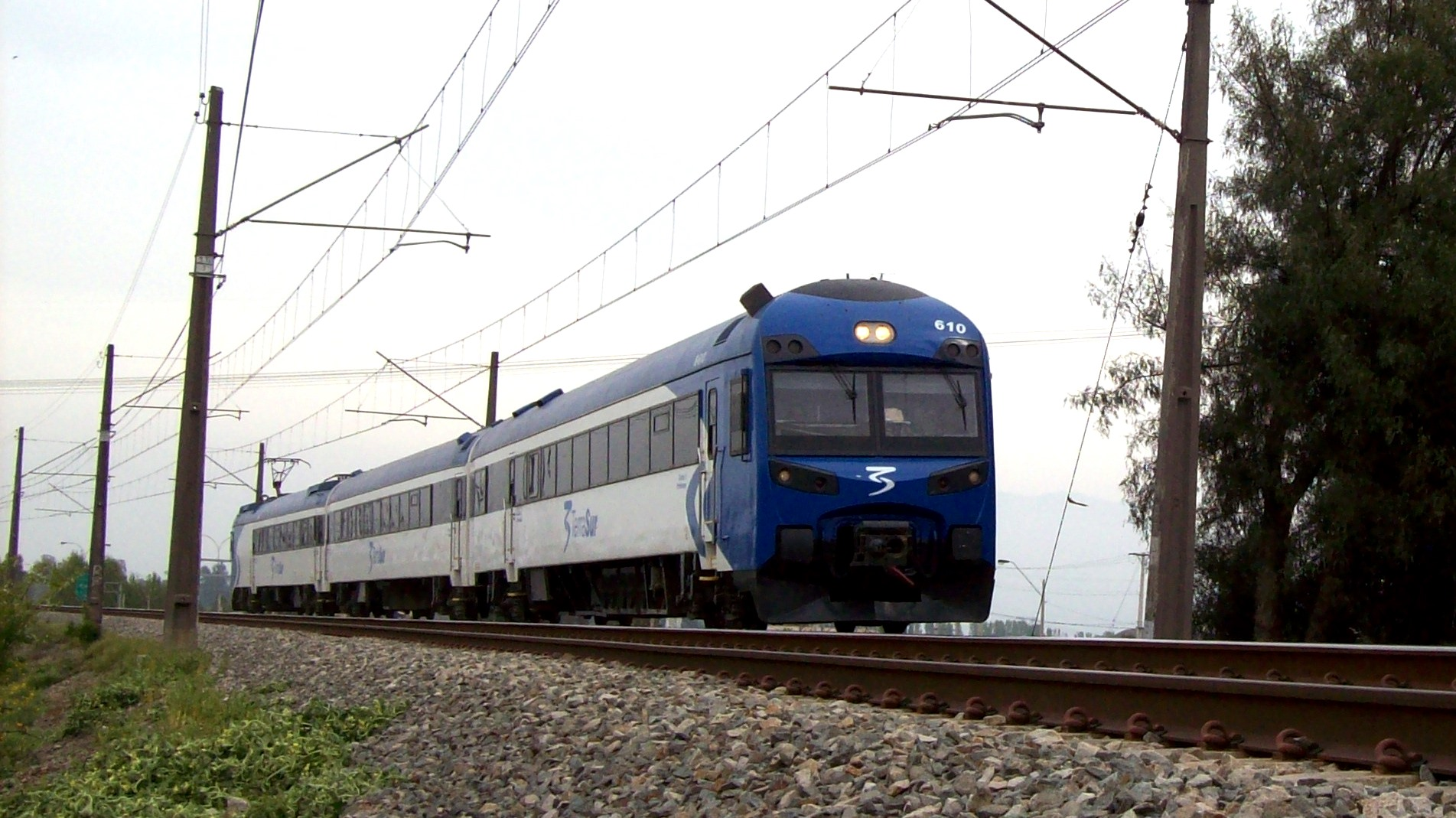
«TerraSur» UTS-444.610 pasando por curva norte del Puente Maipo.

Fue inaugurado el 2 de diciembre de 2001 para reemplazar al antiguo servicio de Automotores Diurnos a Chillán. Desde su inauguración hasta 2006 se denominó ««TerraSur» Chillán», año en que los coches cambiaron su denominación a «EFE Chillán». Con el traspaso del servicio de EFE a su filial Ferrocarriles del Sur S.A. en 2008, retomó el nombre ««TerraSur»».  
Hasta antes del 27 de febrero de 2010, mediante las combinaciones tren-bus, reemplazaba al servicio Alameda-El Arenal en forma diurna, que está suprimido en forma indefinida desde el 31 de marzo de 2007. Desde el 6 de octubre de 2008, se incorporaba una nueva modalidad de servicio —denominado «TerraSur» Express— con un servicio directo Alameda - Talca - Chillán y combinación tren-bus a Concepción, en algunas frecuencias.
El 5 de enero de 2009 el servicio se suprime temporalmente, sustituyéndose por el Automotor a Talca, con combinación tren-bus a Chillán, debido a la instalación del sistema de señalización enmarcado en el proyecto Señalización, Electrificación y Comunicaciones (SEC). El 2 de febrero del mismo año, se restituyeron 3 servicios por sentido en el corredor Alameda - Chillán, algunos con combinación a Concepción, mientras otros servicios seguían realizándose hasta Talca. 
Finalmente, el 20 de febrero del mismo año se habilitarían 7 servicios por sentido (con un tiempo de viaje de 4 horas y 30 minutos) y algunos —en combinación tren-bus— a Concepción. El servicio Expreso fue suprimido el 5 de enero de 2009.

### Terremoto del 2010 y nuevo controlador (2010-2020)

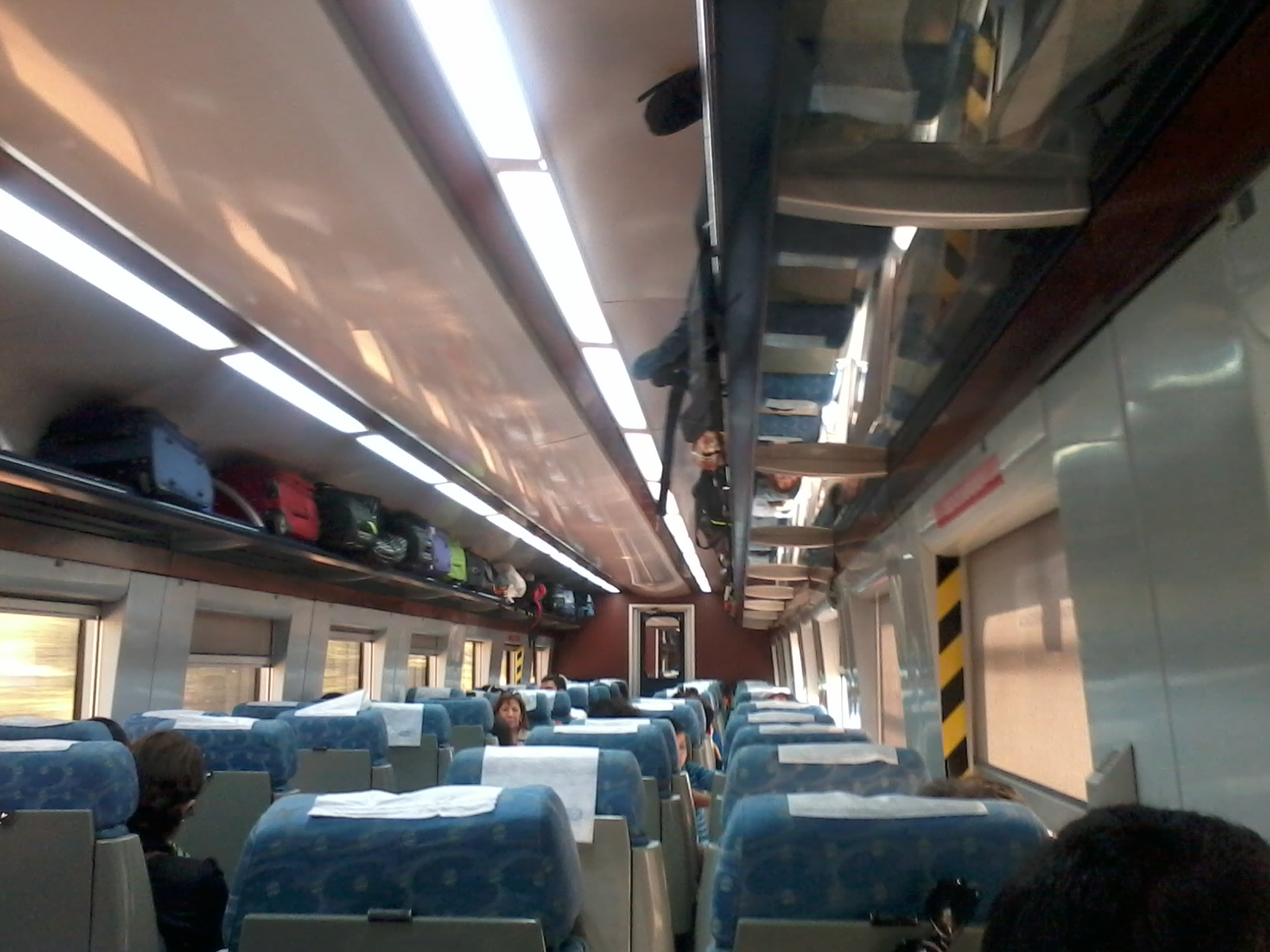
Interior de un tren del servicio «TerraSur» en 2014

El terremoto del 27 de febrero de 2010 que azotó a la zona centro-sur de Chile provocó severos daños en todo su recorrido, lo cual conllevó a la suspensión de los servicios, tanto de pasajeros (Metrotren, «TerraSur») como de carga (Fepasa, Transap), los cuales se recuperaron paulatinamente. 
Tras el terremoto, el servicio «TerraSur» suspendió sus servicios durante más de un mes debido a los serios daños que dejó el terremoto tanto en la vía férrea como en las estaciones.  
El 21 de abril de 2010 «TerraSur» reanuda sus servicios solo hasta Curicó (después de que esta estación fuese demolida y construido un paradero provisorio en su reemplazo) en un tiempo aproximado de 2h 50 minutos, con 4 frecuencias diarias y una atractiva promoción de tan solo $1000 el pasaje de ida en Salón y $2000 en preferente. 
A mediados de mayo de 2010 se habilita el tramo Curicó - Talca, retornando el servicio hasta esta última ciudad, también con un tiempo de viaje prolongado, con 5 frecuencias y una atractiva promoción de tan solo $2500 el pasaje a Santiago en clase salón. A partir del 16 de agosto de 2010 se incorporan dos nuevas detenciones al servicio Alameda - Talca: San Bernardo (que en 2002 fue detención del «TerraSur») y Molina (que estuvo 23 años sin servicio de pasajeros). 
«TerraSur» solo pudo regresar hasta la ciudad de Talca debido a que aún no se reparaba (en ese entonces) completamente el resto del tramo hacia Chillán, el que tentativamente sería reabierto en el mes de marzo de 2011 (en una primera instancia).
Sin embargo, y tras una serie de problemas, el 4 de abril de 2011, "«TerraSur»" (con el Automotor UTS-444.601) regresa definitivamente a Chillán, prestando -en una etapa inicial- dicho servicio en algo menos de 5 horas entre esta ciudad y Santiago y en 2 salidas diarias por sentido.

Logotipo utilizado hasta mayo de 2021

A contar del 1 de julio de 2011 contó con nuevas frecuencias diarias [3 Santiago-Talca-Chillán (y viceversa) y 2 Santiago-Talca (y v/v)], además de una nueva estructura tarifaria (basada en tramos completos) y tiempos de viaje menores en casi 15 minutos hacia Chillán y 5 minutos hacia Talca (comparadas con los tiempos anteriores). En diciembre del mismo año 2011 pasa a ser operado por Tren Central, actual EFE Central. 
Desde el 18 de mayo de 2015 «TerraSur» contó con un servicio nocturno de Chillán a Alameda solo deteniéndose en Talca y Rancagua, el cual se realizó solo los lunes con un valor de $8000 clase salón y $17000 clase preferente. Tuvo inicio en Chillán a las 01:30 horas y llegara a Alameda a las 06:30 horas. Este servicio fue suprimido en el cual no ha sido restaurado.

### Tren Chillán-Estación Central (2021—presente)

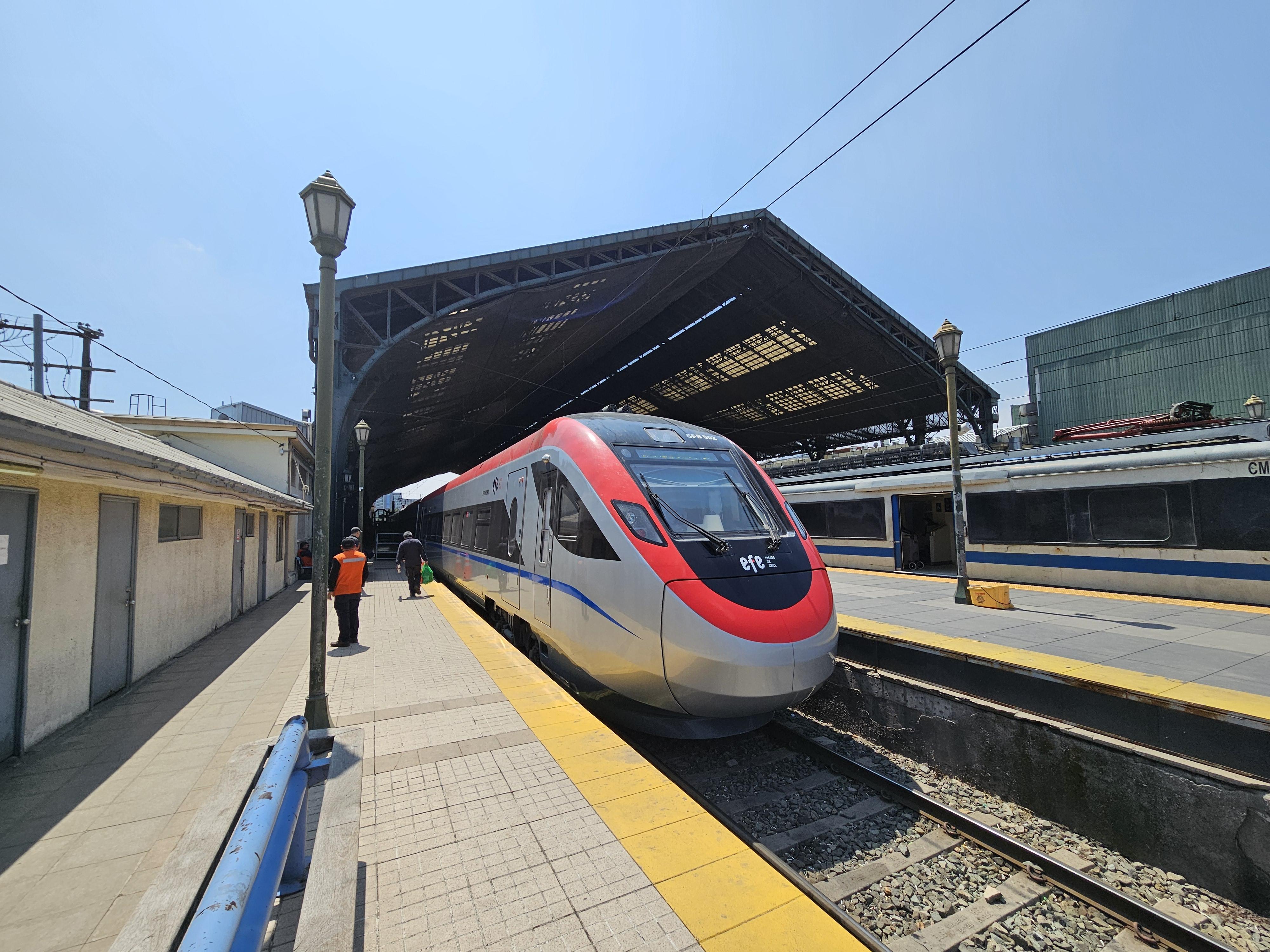
Tren BMU del servicio Chillán-Estación Central en la Estación Central de Santiago en 2024

A inicios de diciembre de 2020 se anunció la renovación de la flota de máquinas con la compra de seis nuevos vehículos destinados para este servicio junto a un nuevo servicio expreso con parada en cinco estaciones: Alameda, San Bernardo, Rancagua, Talca y Chillán. Se esperaba que las nuevas máquinas llegaran en 2022 y el servicio expreso comenzara a operar al año siguiente. Sin embargo, los temporales de junio y agosto de 2023 retrasaron la puesta en marcha.
El 24 de mayo de 2021 el servicio cambió de nombre, adoptando el nombre genérico de «Tren Chillán-Estación Central».
El 19 de enero de 2024 comenzaron a funcionar los nuevos trenes BMU en servicio expreso entre Estación Central en Santiago y, en primera instancia, únicamente hasta la Región del Maule, debido a los daños a la infraestructura ferroviaria tras los temporales del año anterior. El servicio incluye el tren más rápido de Sudamérica, fabricado por la empresa china CSR Sifang y que alcanza hasta los 160 kilómetros por hora.
En octubre de 2024, un reportaje de El Mercurio denunció que de las seis frecuencias inicialmente proyectadas solo existían tres y que, en ciertos tramos, el servicio expreso solo supera los 90 km/h.La respuesta oficial adjudicó la situación a las reparaciones producto de los temporales de 2023 y a que algunas estaciones se estaban acondicionando o reconstruyendo junto a la existencia de cruces a nivel con carreteras que impiden la circulación de trenes a velocidades estables.
El 18 de noviembre de 2024 se amplió el número de detenciones del servicio regular mediante el tren BMU a 10 de las estaciones (todas menos Molina y San Javier).

## Futuro
En 2025 se entregaría la nueva estación Curicó, junto a nuevos andenes en las estaciones Rancagua, San Javier, Linares, Parral y San Carlos, los cuales reducirían el tiempo de servicio a menos de cuatro horas.

## Estaciones
Las estaciones en el sentido de norte a sur son las siguientes:
| Estación         | Inauguración           | Acceso para discapacitados | Ubicación                                   | Comuna           | Región                                           | Servicio Express | Combinación | Categoría                 |
| ---------------- | ---------------------- | -------------------------- | ------------------------------------------- | ---------------- | ------------------------------------------------ | ---------------- | ----------- | ------------------------- |
| Estación Central | 2 de diciembre de 2001 | Acceso para discapacitados | Av. Libertador Bernardo O'Higgins 3170      | Estación Central | Región Metropolitana                             | Sí               | ·           | Terminal y de combinación |
| San Bernardo     | 2 de diciembre de 2001 | Acceso para discapacitados | Barros Arana con Arturo Prat                | San Bernardo     | Región Metropolitana                             | Sí               | [ nota 3 ]  | De combinación            |
| Rancagua         | 2 de diciembre de 2001 | Acceso para discapacitados | Avenida Estación S/N                        | Rancagua         | Región del Libertador General Bernardo O'higgins | Sí               | [ nota 4 ]  | De combinación            |
| San Fernando     | 2 de diciembre de 2001 | Acceso para discapacitados | Calle Quechereguas s/n                      | San Fernando     | Región del Libertador General Bernardo O'higgins | No               | [ nota 5 ]  | De combinación            |
| Curicó           | 2 de diciembre de 2001 | Acceso para discapacitados | Maipú 657                                   | Curicó           | Región del Maule                                 | No               |             | De paso                   |
| Molina           | 2 de diciembre de 2001 | Acceso para discapacitados | Avenida Estación s/n                        | Molina           | Región del Maule                                 | No               |             | De paso                   |
| Talca            | 2 de diciembre de 2001 | Acceso para discapacitados | 11 Oriente N° 1000                          | Talca            | Región del Maule                                 | Sí               | [ nota 6 ]  | De combinación            |
| San Javier       | 2 de diciembre de 2001 | Acceso para discapacitados | Avenida Balmaceda con General Barboza       | San Javier       | Región del Maule                                 | No               |             | De paso                   |
| Linares          | 2 de diciembre de 2001 | Acceso para discapacitados | Avenida Brasil S/N                          | Linares          | Región del Maule                                 | No               |             | De paso                   |
| Parral           | 2 de diciembre de 2001 | Acceso para discapacitados | Avenida Doctor Patricio Blanco Ruiz S/N     | Parral           | Región del Maule                                 | No               |             | De paso                   |
| San Carlos       | 2 de diciembre de 2001 | Acceso para discapacitados | Calle Libertador Bernardo O´Higgins S/N     | San Carlos       | Región de Ñuble                                  | No               |             | De paso                   |
| Chillán          | 2 de diciembre de 2001 | Acceso para discapacitados | Avenida Brasil S/N Esquina Avenida Libertad | Chillán          | Región de Ñuble                                  | Sí               |             | Terminal                  |

## Combinaciones
En 2024, el servicio cuenta en Estación Central de Santiago con combinación con la estación homónima de la Línea 1 del Metro de Santiago y el terminal de buses San Borja.
Las estación San Bernardo cuenta con combinación con los servicios Tren Nos-Estación Central y Tren Rancagua-Estación Central, mientras que la estación Rancagua también combina con este último servicio.
En la región del Maule, la estación Talca combina con el Tren Talca-Constitución y el Tren Curicó-Linares. Mientras que las estaciones Curicó, Molina, San Javier y Linares combinan también con este último servicio.

## Material rodante

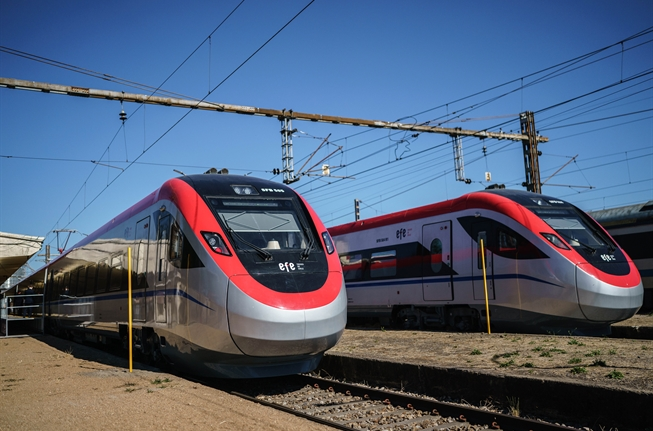
Trenes automotores SFB-500, operativas desde 2024.

En enero de 2024 entraron en servicio los trenes de la serie SFB-500, reduciendo el tiempo de viaje a 3 horas y 40 minutos.